# Anisocentropus immunis
Anisocentropus immunis is een schietmot uit de familie Calamoceratidae. De soort komt voor in het Oriëntaals, Australaziatisch en Palearctisch gebied.